# Raúl Leoni
Raúl Leoni Otero (El Manteco, estado Bolívar, Venezuela; 26 de abril de 1905 - Nueva York, Estados Unidos, 5 de julio de 1972) fue un abogado y político venezolano. Fue presidente de Venezuela entre 1964 y 1969. 
Fue en 1928 uno de los más importantes dirigentes universitarios de la Generación del 28, primer movimiento de masas opositor a la dictadura de Juan Vicente Gómez. Este hecho lo llevó a ser exiliado del país. Tiempo más tarde, regresó a Venezuela bajo el gobierno de Eleazar López Contreras, pero este también lo expulsó del país por ser dirigente de la izquierda política venezolana.
En 1941 regresó nuevamente a Venezuela. Ese año fundó junto con otros dirigentes de izquierda el partido Acción Democrática. En 1945, tras la Revolución de Octubre fue designado miembro de la Junta Revolucionaria de Gobierno, una junta cívico-militar que gobernaría el país por los siguientes tres años. En ese mismo período se desempeñó como ministro del Trabajo de Venezuela hasta culminar el gobierno de Rómulo Gallegos a finales de 1948. Ese año, una junta militar tomó el poder, por lo que Leoni fue encarcelado durante 8 meses, hasta ser expulsado del país.
Regresó a Venezuela una vez derrocada la dictadura de Marcos Pérez Jiménez. Entre 1959 y 1963 presidió el Senado y el Congreso Nacional. Ese último año fue también postulado como candidato a la presidencia de la República. El 1 de diciembre de 1963 fue elegido presidente con más del 32% de los votos. El 11 de marzo de 1964 asumió el cargo de manos de Rómulo Betancourt. Tras esto, fue nombrado senador vitalicio hasta su muerte en 1972.

## Biografía

### Juventud
Raúl Leoni Otero nació el 26 de abril de 1905 en la población de El Manteco, estado Bolívar. Vivió sus primeros años en El Manteco. Hijo de padre originario de Córcega, Clemente Leoni, y de madre venezolana, Carmen Otero Fernández. Tuvo dos hermanos: Clemente era el mayor y Tancredo, el menor.
Cursó sus estudios primarios entre Upata y Ciudad Bolívar. En 1919 él y su familia se mudaron a Caracas, en esa ciudad realizó su bachillerato en el Liceo Caracas (actual Liceo Andrés Bello). A los 16 años de edad fue encarcelado con otros más de ochenta estudiantes por participar en una manifestación pública en solidaridad con unos tranviarios, la policía gomecista los llevó a la Cárcel de La Rotunda.
Ingresó a estudiar en la Facultad de Derecho de la Universidad Central de Venezuela pero no logró terminar sus estudios.

### Residencia en República Dominicana y Colombia

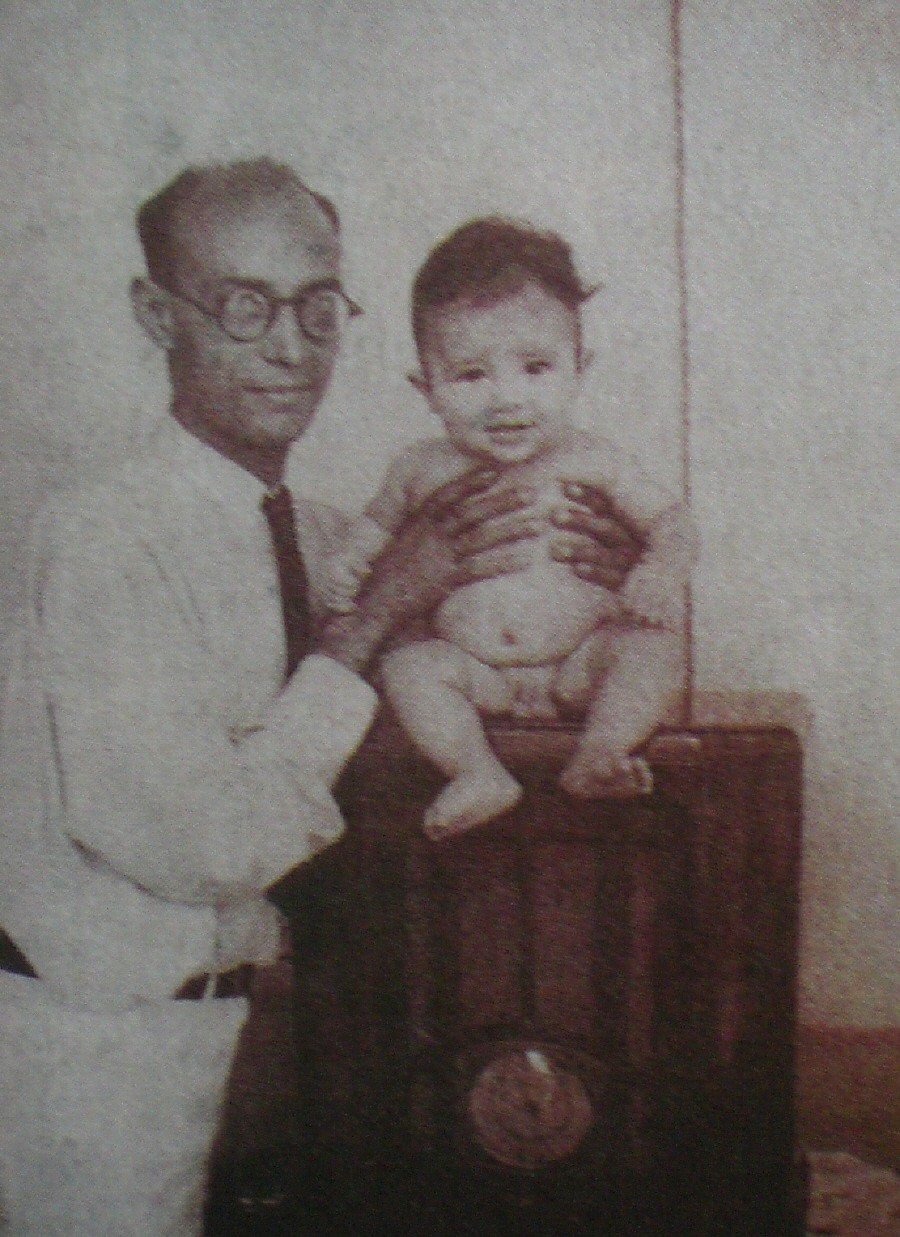
Raúl Leoni en 1935.

En 1929, comprometido con la expedición que preparaba Román Delgado Chalbaud a las costas venezolanas para derrocar al gobierno de Juan Vicente Gómez, se dispuso a trasladarse a Santo Domingo junto con otros compañeros de exilio, pero debido a que su embarcación La Gisela naufragó, no pudo unirse a la aventura armada. Permaneció un año en la República Dominicana, para luego regresar con su familia a Barranquilla, Colombia. 
En 1931 fundó junto con Rómulo Betancourt la Agrupación Revolucionaria de Izquierda (ARDI), un partido de izquierda, aunque tampoco anticomunista. Es en esos años cuando Leoni y Betancourt encuentran muchas similitudes en su pensamiento político y es también cuando comenzó una más cercana amistad entre ambos jóvenes, que se afirmaría con la firma del Plan de Barranquilla, un programa de gobierno a seguir una vez derrocada la dictadura de Gómez.

### Elección como senador y exilio
En 1936 Leoni regresó a Venezuela y fue elegido diputado al Congreso de la República por el estado Bolívar, también se unió a la creación del Movimiento de Organización Venezolana (ORVE), un partido de izquierda.
El 13 de marzo de 1937 el presidente en funciones, Eleazar López Contreras decretó la expulsión de Leoni y la de otros 46 dirigentes políticos, luego de haber publicado un Libro Rojo que pretendió demostrar la vinculación de los estudiantes expatriados con el comunismo y la extrema izquierda. Debido a este suceso, su representación en Acta Federal ante el Congreso fue anulada.
Fue desterrado con destino a México y luego a Panamá. En 1938 regresó a Colombia, donde retomó sus estudios de derecho en la Universidad Externado de Colombia, la cual reconoció sus estudios venezolanos sin demandarle ningún tipo de certificado o reválida; obtuvo el título de abogado en Bogotá el 8 de diciembre de ese año.

### Regreso a Venezuela y encarcelamiento
En junio de 1939 regresó a Venezuela para incorporarse a la organización clandestina del Partido Democrático Nacional (PDN). En 1941 participó como miembro fundador de Acción Democrática, partido heredero de la ideología del PDN.

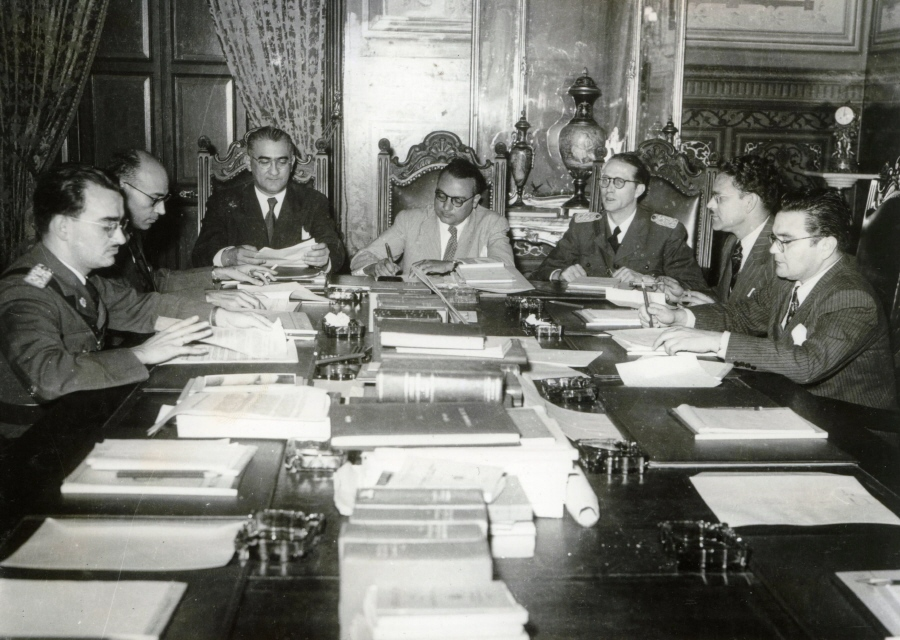
Miembros del Junta Revolucionaria de Gobierno en 1945. De izquierda a la derecha: Mario Ricardo Vargas, Raúl Leoni, Valmore Rodríguez, Rómulo Betancourt, Carlos Delgado Chalbaud, Edmundo Fernández y Gonzalo Barrios.

A raíz del golpe de Estado cívico-militar de 1945 fue derrocado el gobierno del Presidente Isaías Medina Angarita por soldados del alto mando militar y por simpatizantes de AD, por lo que se convoca a una Junta Revolucionaria de Gobierno, presidida por Rómulo Betancourt, y en la cual se incluiría como miembros: a representantes de las Fuerzas Armadas y a dirigentes de Acción Democrática. Leoni fue designado como miembro de la junta y además es nombrado Ministro del Trabajo, cargo en el que fue ratificado durante el gobierno de Rómulo Gallegos.
El 24 de noviembre de 1948 un golpe de Estado logró deponer de su cargo al Presidente Gallegos. Tras haber desconocido el nuevo gobierno, Leoni trató de impulsar en vano un nuevo gobierno provisorio con otros connotados políticos del gabinete de Gallegos, que se constituirían en Maracay. Pero las fuerzas militares de Carlos Delgado Chalbaud lo encarcelaron por ocho meses en la Cárcel Modelo de Caracas.

### Segundo exilio
Tras cumplir su arresto, el 19 de abril de 1949 fue expulsado del país por tercera vez. Salió con destino hacia La Habana, luego se dirigió a Nueva York y, finalmente, permaneció casi dos años en Washington D. C.. Allí se casó el 20 de agosto de ese año con Carmen América Fernández, conocida como doña Menca de Leoni.
Luego se mudó a Costa Rica. En 1954 viajó a Bolivia como delegado de la Oficina Internacional del Trabajo. En 1956 se trasladó al Perú, pero el presidente Manuel Odría ordenó su expulsión del país, por lo que fue deportado hacia Costa Rica.

### Segundo retorno a Venezuela
El 23 de enero de 1958 en Caracas fue derrocado el general Marcos Pérez Jiménez, por lo que Leoni regresó a Venezuela el 25 del mismo mes. Fue designado primer vicepresidente de Acción Democrática y fue electo senador de la República por el estado Bolívar el 7 de diciembre de ese año. Ese mismo día Leoni fue designado presidente de AD. En 1959, fue nombrado presidente de la Cámara del Senado y del Congreso Nacional. Presidió el Poder Legislativo hasta 1963, al postularse a la presidencia en ese mismo año.

### Presidencia (1964-1969)

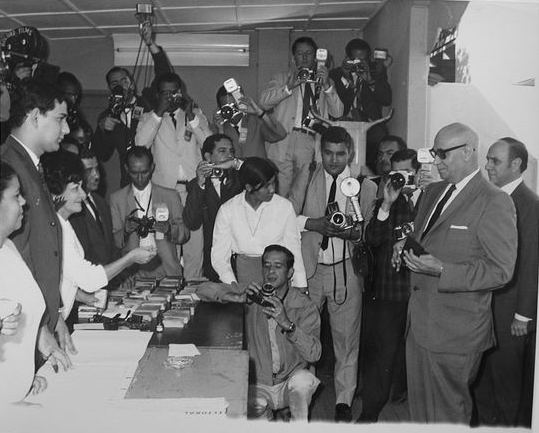
Raúl Leoni votando en las elecciones generales de Venezuela de 1963.

Tras haber ganado en julio de 1963 las elecciones internas de Acción Democrática para ser candidato de esa organización a la Presidencia de Venezuela, Raúl Leoni emprendió su campaña electoral en medio de muchas divisiones de campaña dentro de su partido. El presidente Rómulo Betancourt no intervino en la campaña electoral, llegándose a rumorear que a él no le agradaba la candidatura presidencial de Leoni. Sin embargo, lo más probable es que dicha ausencia en la contienda preelectoral se debió al hecho de que Betancourt quería librarse de acusaciones de imposición sucesoral.
Una de las promesas más importantes durante su campaña, fue la de constituir un gobierno flexible y de amplia base doctrinaria, sin partidismos ni sectarismos políticos. Pero que a su vez, no vacilaría ante los ataques terroristas de las guerrillas comunistas financiadas por el gobierno de Fidel Castro.[cita requerida]
El 11 de marzo de 1964 juró ante el Congreso Nacional para ejercer el cargo de Presidente Constitucional de la República por el período 1964-1969. Fue elegido después de una campaña electoral difícil. Su partido Acción Democrática se había debilitado al sufrir 2 divisiones: la que dio origen al Movimiento de Izquierda Revolucionaria (MIR) y la que se concretó en Acción Democrática Oposición, llamada después Partido Revolucionario Nacionalista. Era la época de la insurrección armada contra el gobierno, patrocinada por los sectores de la izquierda extremista quienes predicaban la abstención en los comicios de 1963 y amenazaban con represalias a los electores; pero las elecciones, celebradas el 1 de diciembre de 1963, transcurrieron normalmente. Leoni resultó elegido por 957.574 votos, el 32 % de los sufragios válidos. En su discurso inaugural ratificó el ofrecimiento que había sido el motivo de su campaña: un gobierno de entendimiento nacional, de amplitud democrática y de equilibrio político. Con este lema, constituyó, el 5 de noviembre de 1964, 8 meses después de su toma de posesión, el llamado gobierno de «Amplia Base», formado por la coalición de los partidos Acción Democrática, Unión Republicana Democrática (URD) y Frente Nacional Democrático (FND); no tuvo este pacto un resultado satisfactorio, pues en marzo de 1966 se retiró del gobierno el FND, partido de Arturo Uslar Pietri y en abril de 1968, el partido URD, dirigido por Jóvito Villalba.

#### Aspectos políticos
Leoni ejerció un gobierno abierto a todas las fuerzas democráticas partidistas, su mandato obtuvo prontamente el apoyo de URD, del FND liderado por Uslar Pietri y otros independientes. Mientras que COPEI rompió definitivamente con el Pacto de Puntofijo y pasó a formar parte de la oposición a Leoni. Su período presidencial es considerado como una etapa de concordia y entendimiento nacional, sin embargo, también se le consideró violento debido a la lucha contra movimientos guerrilleros que buscaban desestabilizar el país.
Por otra parte, los partidos inhabilitados de la extrema izquierda que estaban involucrados en las Fuerzas Armadas de Liberación Nacional (FALN) contra los gobiernos constituidos, como el Partido Comunista de Venezuela (PCV) y el Movimiento de Izquierda Revolucionaria (MIR), mantuvieron su lucha paramilitar. El 10 de mayo de 1967, desembarcan 4 guerrilleros cubanos y 8 venezolanos en las playas de Machurucuto, Estado Miranda, con el objetivo de contactar a las FALN para derrocar al gobierno democrático de Raúl Leoni. Los guerrilleros fueron descubiertos casi de inmediato, y sufrieron muchas bajas ante la Guardia Nacional. El incidente fue presentado ante la OEA como un ejemplo de los intentos de Fidel Castro para exportar la revolución cubana al resto de Latinoamérica. Esa campaña de desestabilización guerrillera al gobierno de Leoni generó además estallidos de violencia, que generaron bajas y heridos. El presidente Leoni al final de su mandato en una entrevista dijo acerca de ello:

No niego inclusive que, en la aplicación de medidas de defensa colectiva, alguna autoridad, y en muy contada ocasión, haya incurrido en exceso de celo durante la realización de tareas que le habían sido encomendadas. Capturar a un individuo armado y con antecedentes de peligroso homicida no es lo mismo que detener a un ciudadano cualquiera. Pero ese exceso, estoy seguro de ello, nunca puede haber llegado al atentado contra la integridad física de los detenidos en forma de torturas, ni mucho menos al fusilamiento. Me resisto a creer que semejantes actos puedan haber ocurrido durante mi gobierno y, en el caso de que hubieran ocurrido, nada podrá impedir la acción reparadora de los tribunales de justicia.

El presidente Raúl Leoni también tuvo que enfrentar el retiro de buena parte de los grandes dirigentes de su partido, como Luis Beltrán Pietro Figueroa y otros importantes intelectuales de AD, debido a la pugna que existía dentro de las filas socialdemócratas para disputarse la candidatura presidencial de 1968. Así muchos de los partidos políticos existentes, incluyendo Acción Democrática, sufrieron escisiones que conformaron nuevos partidos. Por otra parte, el PCV clandestino decidió por constituirse en un nuevo partido, mientras que el MIR llamó a la abstención para las elecciones de 1968.
En cuanto a las relaciones internacionales, el gobierno decidió mantener la política planteada por la Doctrina Betancourt, de no reconocimiento a gobiernos ilegítimos o dictatoriales, y de fortalecer la cooperación entre los países latinoamericanos gobernados por regímenes democráticos.

#### Aspectos económicos
Se mantuvo la misma política económica de la presidencia de Betancourt. Se puede decir que el mayor éxito de la presidencia de Leoni fue el que tuvo en la reconstrucción de la economía del país.[cita requerida] El gobierno de Leoni empleó el proyecto de Pentágono de Acción sugerido por Juan Pablo Pérez Alfonzo para impulsar los cambios propicios dentro de la industria petrolera. Entre ellos, una mayor influencia del Estado venezolano sobre los asuntos petroleros, el no otorgamiento de más concesiones a empresas transnacionales explotadoras del crudo y el fortalecimiento de la Organización de Países Exportadores de Petróleo (OPEP), así como de la Corporación Venezolana del Petróleo (CVP).
Gracias a las empresas transnacionales, la producción petrolera del país alcanzó los 3,6 millones de barriles de exportación diaria, teniendo el petróleo un precio mundial que no pasaba de 1,35 $ por barril. El crecimiento del sector petrolero en el período fue 2,2% interanual, mientras que el sector no petrolero creció en un promedio de 6,5 %. El gobierno de Leoni impulsó la inversión de capitales extranjeros y nacionales en el país.
También se fortaleció la industria siderúrgica y agroindustrial, disfrutando ambas industrias de un crecimiento interanual del 7,5 % y 6,2 %, respectivamente. Se sentaron las bases para comenzar a diversificar la producción nacional, aumentando la producción de arroz en 107 %, del maíz en 39,5 %, del ajonjolí en 134 % y de la caña de azúcar en 36,6%. Otros productos como el algodón, plátano, tomate y papa aumentaron su producción entre 40 % y 50 %. Para finales del mandato de Leoni el 85% del consumo alimentario era producido en Venezuela, únicamente se importaba el 15 % de la oferta total.[cita requerida]
La industria manufacturera tuvo un promedio de crecimiento interanual del 7,5 %. La tasa de ocupación de los venezolanos aumentó, por lo que el desempleo disminuyó de forma radical durante este período. La tasa de desempleo bajó del 14,2 % en 1962 al 6,4 % en 1968.[cita requerida]
A su vez, la economía nacional contó con un crecimiento anual de 6,5 %. El bolívar se mantuvo estable durante todo el período, situándose la inflación anual en apenas 1,4 %, mientras que la inflación acumulada del quinquenio 1964-1969 fue de 7 %. Dada esa fortaleza del bolívar durante el período de Leoni, en 1966 el Fondo Monetario Internacional reconoció al bolívar como moneda internacional de reserva y de pagos, e inclusive autoriza a países como Chile y España para utilizarlo como moneda dura. Leoni también redujo el gasto público y se incrementaron las reservas internacionales de la nación.
Se fortaleció la Confederación de Trabajadores de Venezuela (CTV), la mayor central sindical del país, se creó el Banco de los Trabajadores y se fijó por primera vez una tasa de salario mínimo. En 1966 Venezuela ingresó a la Asociación Latinoamericana de Libre Comercio (ALALC) y se firmó el acta precursor de la Comunidad Andina de Naciones (CAN).
En 1967 se aprobó una nueva Ley de Impuesto Sobre la Renta, que aumentó los beneficios del Estado venezolano hasta un 70 % por parte de los ingresos de empresas petroleras, igualmente se formuló a dichas compañías el reparo histórico de pagos por evasión entre los años 1951 y 1965, lo que significó un ingreso adicional de 164 millones de bolívares.
También se puso en discusión una reforma tributaria para el aumento de impuestos a las clases media y alta. Sin embargo, dicho intento fue bloqueado por los sectores económicos representados en Fedecámaras.[cita requerida]

#### Obras de gobierno
Leoni llevó a cabo importantes proyectos de infraestructura, específicamente en el desarrollo de las industrias básicas de Guayana, entre ellas, la industria hidroeléctrica y siderúrgica, obra que aún perdura. Las obras principales que en este campo se construyeron fueron: la primera etapa de la Represa del Guri y la ampliación de las centrales térmicas de La Cabrera, Las Morochas, La Fría y Punto Fijo.[cita requerida] También se inauguraron sistemas de transmisión, interconectado y unidades diésel en todo el país.
Se puso en producción la primera planta de aluminio de Guayana, Alcasa. Se amplió la planta petroquímica de Morón y se inicia la construcción de la planta petroquímica de El Tablazo.
Se construyeron 2.569 km de vías, se reconstruyeron 1.424 km, se pavimentaron 3.298 km, se repavimentaron 3.032 km y se mejoraron 1.959 km. La red nacional vial pasó de 28.198 km de longitud en 1963 a 37.511 km en 1968.[cita requerida]
Entre las obras de infraestructura vial destacan: el Puente Internacional José Antonio Páez. La autopista estatal Valencia-Puerto Cabello y la interestatal Coche-Tejerías. Las autopistas urbanas: avenida Libertador, Maracaibo-San Francisco, El Valle-Coche, Barcelona-Puerto La Cruz-Guanta, el Distribuidor La Araña y su ramal hasta Coche. Las carreteras: Ciudad Bolívar-Ciudad Piar y Barinas-La Pedrera y los ramales viales: San Fernando de Apure-Achaguas, Upata-El Manteco, El Clavo-El Guapo y Guanta-Cumaná-Altos de Santa Fe, entre otras varias autopistas, carreteras y vías urbanas. Se construyeron 929 edificios con 6.512 aulas para alojar 293 mil alumnos de primaria y media y en los comedores escolares se atendió un promedio de 241 mil niños diarios. La matrícula escolar pasó de 1.603.700 alumnos en 1963 a 2.082.900 en 1968. A pesar de los esfuerzos realizados por los gobiernos de Betancourt y Leoni en 1968 aún existía un déficit de 10.632 aulas correspondientes a escuelas que funcionaban en casas de habitación, además se deseaba eliminar el doble turno y esto aumentaría el déficit en 7.261 aulas.
Durante el periodo se construyeron 153.478 viviendas.
Durante el período se construyeron 1.183 sistemas de abastecimiento de agua para localidades de menos de 5000 habitantes. Se beneficiaron a 665 mil personas pero con capacidad para servir a 1.4 millones, se arribó a 2.19 millones de habitantes servidos por el sistema de acueductos rurales. Se construyeron 67 sistemas de aguas de cloaca para beneficio de 62,579 habitantes en poblaciones de menos de 5000 habitantes. Se construyeron o terminaron obras de acueductos urbanos en casi todas las ciudades del país.[cita requerida]
Se pusieron en funcionamiento 4.277 camas en hospitales generales y especiales.[cita requerida] Se pusieron en funcionamiento los siguientes centros asistenciales: Maturín, Acarigua-Araure, Cabimas, Puerto Cabello, San Felipe, El Tigre, Cantaura-Anaco, Cumaná, Carúpano y se ampliaron los siguientes: Hospital Universitario de Maracaibo, Barcelona, Maracay, Valencia, San Cristóbal, Valera, Ciudad Bolívar, Villa de Cura, Río Caribe, Cumanacoa, Tovar, Colón, Upata, Caicara del Orinoco, Quibor, Tucupita, El Vigía y Caja Vieja. Con esto se logró disminuir la tasa de mortalidad infantil. Se creó la Fundación del Niño, el Instituto de Cultura y Bellas Artes (INCIBA) y el Premio Rómulo Gallegos.

#### Gabinete ministerial

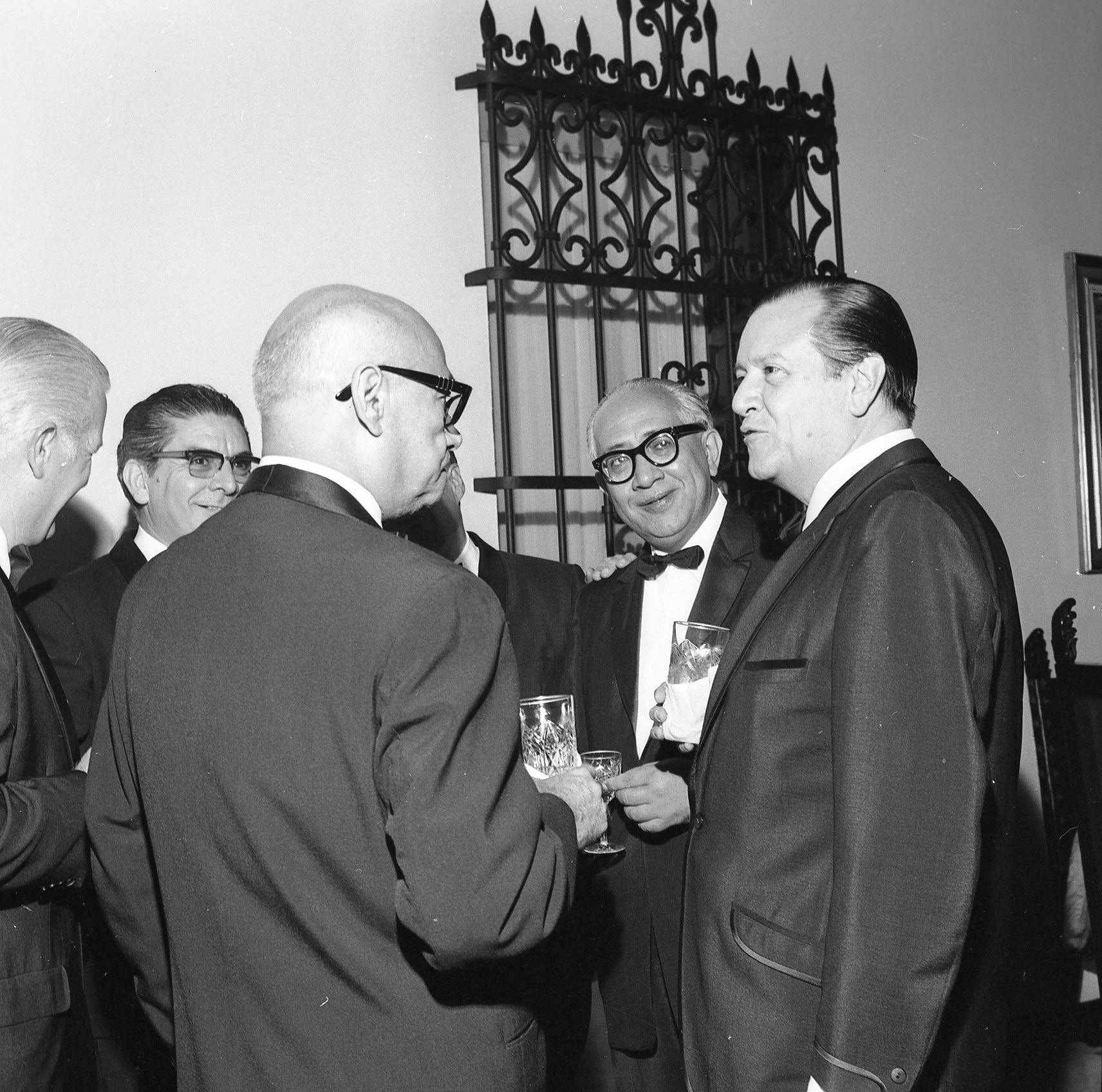
El presidente entrante, Rafael Caldera, junto Leoni, presidente saliente, y Ramón J. Velásquez, durante una cena de gala ofrecida a la familia Leoni en La Casona, el 25 de marzo de 1969.

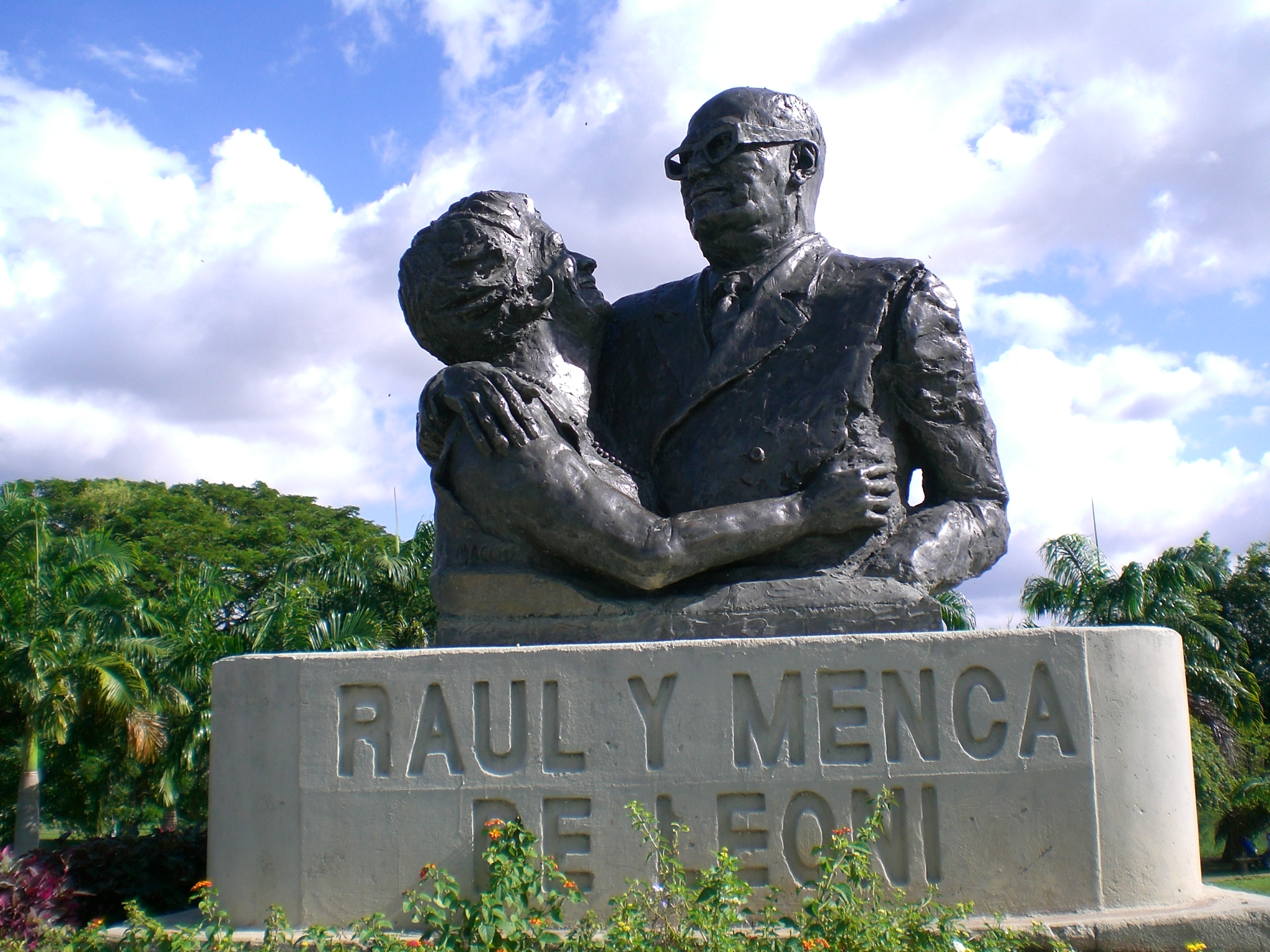
Bustos de Raúl Leoni y su esposa Carmen América Fernández (Menca de Leoni) en el Jardín Botánico de Ciudad Bolívar.

| Gabinete Ministerial período 1964-1969 | Gabinete Ministerial período 1964-1969 | Gabinete Ministerial período 1964-1969 |
| -------------------------------------- | -------------------------------------- | -------------------------------------- |
| Ministerio                             | Nombre                                 | Período                                |
| Relaciones Interiores                  | Gonzalo Barrios                        | 1964–1966                              |
| Relaciones Interiores                  | Reinaldo Leandro Mora                  | 1966–1969                              |
| Relaciones Exteriores                  | Ignacio Iribarren Borges               | 1964–1969                              |
| Finanzas                               | Andrés Germán Otero                    | 1964–1965                              |
| Finanzas                               | Eddy Morales Crespo                    | 1965–1967                              |
| Finanzas                               | Benito Raúl Losada                     | 1967–1968                              |
| Finanzas                               | Francisco Mendoza                      | 1968–1969                              |
| Defensa                                | Ramón Florencio Gómez                  | 1964–1969                              |
| Fomento                                | Manuel Egaña                           | 1964                                   |
| Fomento                                | Luis Hernández Solís                   | 1964–1968                              |
| Fomento                                | Ana Celina Casanova                    | 1968–1969                              |
| Obras Públicas                         | Leopoldo Sucre Figarella               | 1964–1969                              |
| Educación                              | José Manuel Siso Martínez              | 1964–1969                              |
| Trabajo                                | Eloy Lares Martínez                    | 1964                                   |
| Trabajo                                | Hens Silva Torres                      | 1964–1967                              |
| Trabajo                                | Simón Antoni Paván                     | 1967–1968                              |
| Trabajo                                | Raúl Valera                            | 1968–1969                              |
| Comunicaciones                         | Lorenzo Azpúrua Marturet               | 1964                                   |
| Comunicaciones                         | José Joaquín González Gorrondona       | 1964–1966                              |
| Comunicaciones                         | Héctor Santaella                       | 1966–1967                              |
| Comunicaciones                         | Juan Manuel Domínguez Chacín           | 1967–1968                              |
| Comunicaciones                         | Lorenzo Azpúrua Marturet               | 1968–1969                              |
| Agricultura                            | Alejandro Osorio                       | 1964                                   |
| Agricultura                            | Juan José Palacios                     | 1964–1965                              |
| Agricultura                            | Pedro Segnini La Cruz                  | 1965–1966                              |
| Agricultura                            | Alejandro Osorio                       | 1966–1969                              |
| Sanidad y Asistencia Social            | Alfredo Arreaza Guzmán                 | 1964                                   |
| Sanidad y Asistencia Social            | Domingo Guzmán Lander                  | 1964–1967                              |
| Sanidad y Asistencia Social            | Alfonso Araujo Bellosos                | 1967–1968                              |
| Sanidad y Asistencia Social            | Armando Soto Rivera                    | 1968–1969                              |
| Justicia                               | Miguel Ángel Burelli Rivas             | 1964                                   |
| Justicia                               | Ramón Escovar Salom                    | 1964–1966                              |
| Justicia                               | José S. Núñez Aristimuño               | 1966–1969                              |
| Minas e Hidrocarburos                  | Manuel Pérez Guerrero                  | 1964–1967                              |
| Minas e Hidrocarburos                  | José Antonio Mayobre                   | 1967–1969                              |
| Secretario de la Presidencia           | Manuel Mantilla                        | 1964–1969                              |

### Elecciones de 1968
El 1 de diciembre de 1968 se realizaron las nuevas elecciones presidenciales, en las cuales el candidato de Acción Democrática, Gonzalo Barrios, perdió por apenas 28 000 votos. Ante las intrigas que sugerían la posibilidad de que AD realizara un fraude electoral, Leoni sostuvo que entregaría el poder así la diferencia «fuera de un solo voto». 
El vencedor de los comicios fue Rafael Caldera, líder del principal partido de oposición, COPEI. Esto marcó un suceso inédito en la historia contemporánea venezolana, pues por primera vez de manera cívica y democrática se daba la sucesión en el poder de partidos opuestos. El 11 de marzo de 1969 Raúl Leoni le entregó la banda presidencial a Caldera.

### Senador vitalicio
Después de su mandato, Raúl Leoni fue juramentado como senador vitalicio, aunque se alejó de la política venezolana. El 5 de julio de 1972 falleció a los 67 años en Nueva York, en el Centro Médico Cornell de la Universidad de Nueva York, donde se encontraba recuperándose por tratamiento médico después de haber sufrido una hemorragia. Sus restos fueron repatriados a Venezuela, y velados en la Casa de Acción Democrática en El Paraíso, Caracas. El gobierno venezolano decretó duelo público nacional por tres días, y le fueron rendidos todos los honores, tanto civiles como militares, en su condición de expresidente de la República.

## Vida personal
Raúl Leoni fue masón, alcanzando el grado 33.